# Loic Sumfor
Loic Sumfor, de son nom complet Loic Fuh Sumfor, né le 9 février 2001, est un chanteur, acteur et auteur-compositeur-interprète camerounais. Son genre musical principal est l'afrobeats et il sort plusieurs singles, notamment Perfect et Deja Vu. En février 2023, il sort son premier EP intitulé District21.

## Carrière

### Dans le cinéma
Il apparaît dans plusieurs films, dont The Planter's Plantation, la candidature du Cameroun à la 95e cérémonie des Oscars.

### Dans la musique
Les genres musicaux principaux de Loic Sumfor sont l'afrobeats et l'afropop. En février 2023, il sort son premier EP, District 21.

## Discographie

### Singles
- 2020 : It's You
- 2021 : Maybe
- 2022 : Deja Vu
- 2022 : Perfect

## Filmographie
- 2022 : The Planter's Plantation
- 2023 : Lynn's Fate (Black Friday)